# Pozłotka kalifornijska

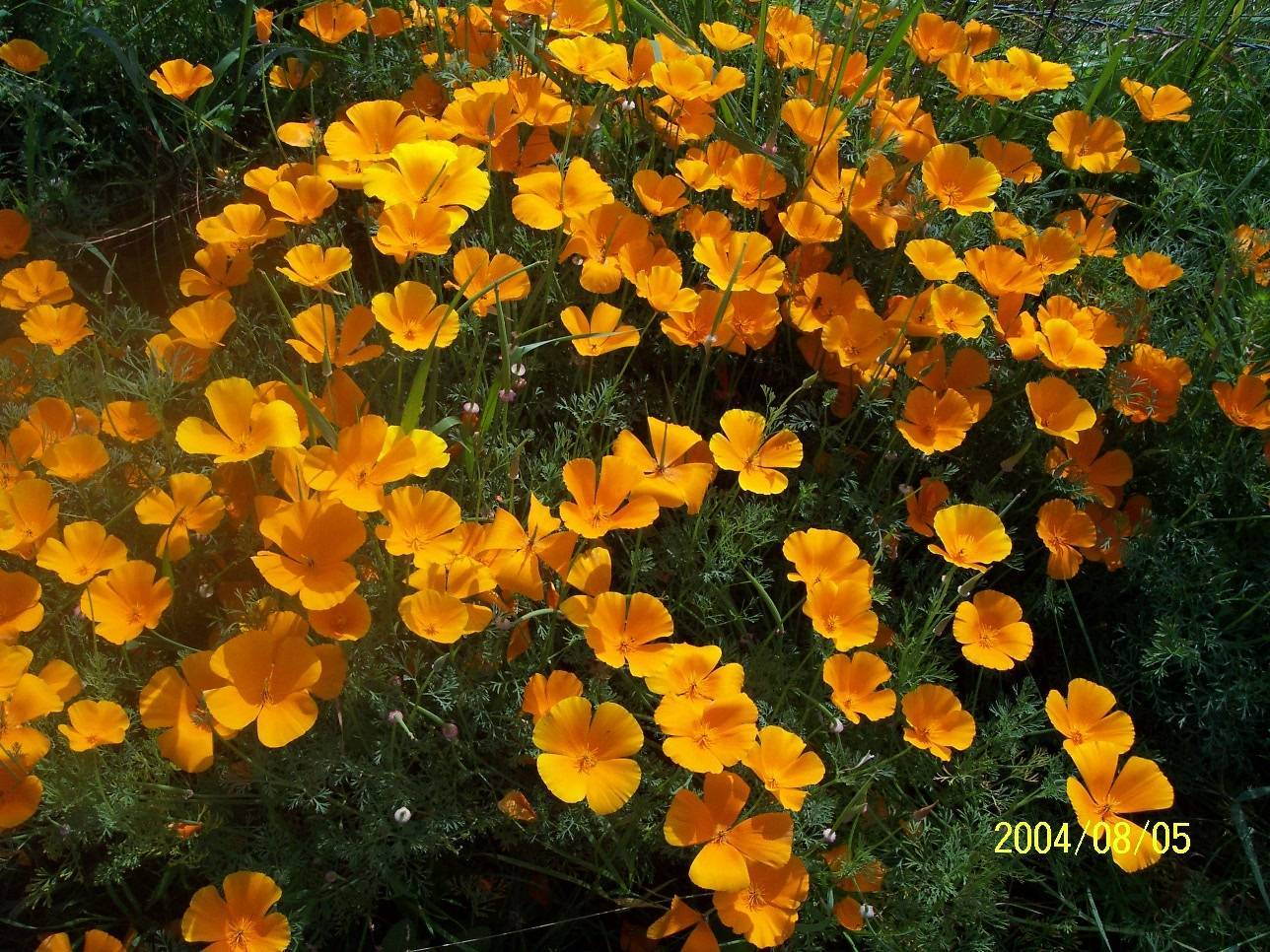

Pozłotka kalifornijska, eszolcja kalifornijska, maczek kalifornijski (Eschscholzia californica) – gatunek rośliny z rodziny makowatych. Pochodzi z Kalifornii, popularny w uprawie ogrodowej.

## Morfologia
PokrójRoślina o wysokości ok. 40 cm, silnie rozgałęziona, szeroko rosnąca.
LiściePierzastosieczne i szarozielone.
KwiatyWyrastają na długich szypułkach, z barwnym, złotożółtym, błyszczącym okwiatem. Są stosunkowo krótkotrwałe, ale roślina wciąż wydaje nowe pąki i kwitnienie trwa od czerwca do września. Kwiaty odmian ogrodowych osiągają do 8 cm średnicy i miewają barwy odmienne od form typowych – np. białe lub purpurowe.
OwoceWydłużone torebki zawierające bardzo liczne, drobne nasiona.

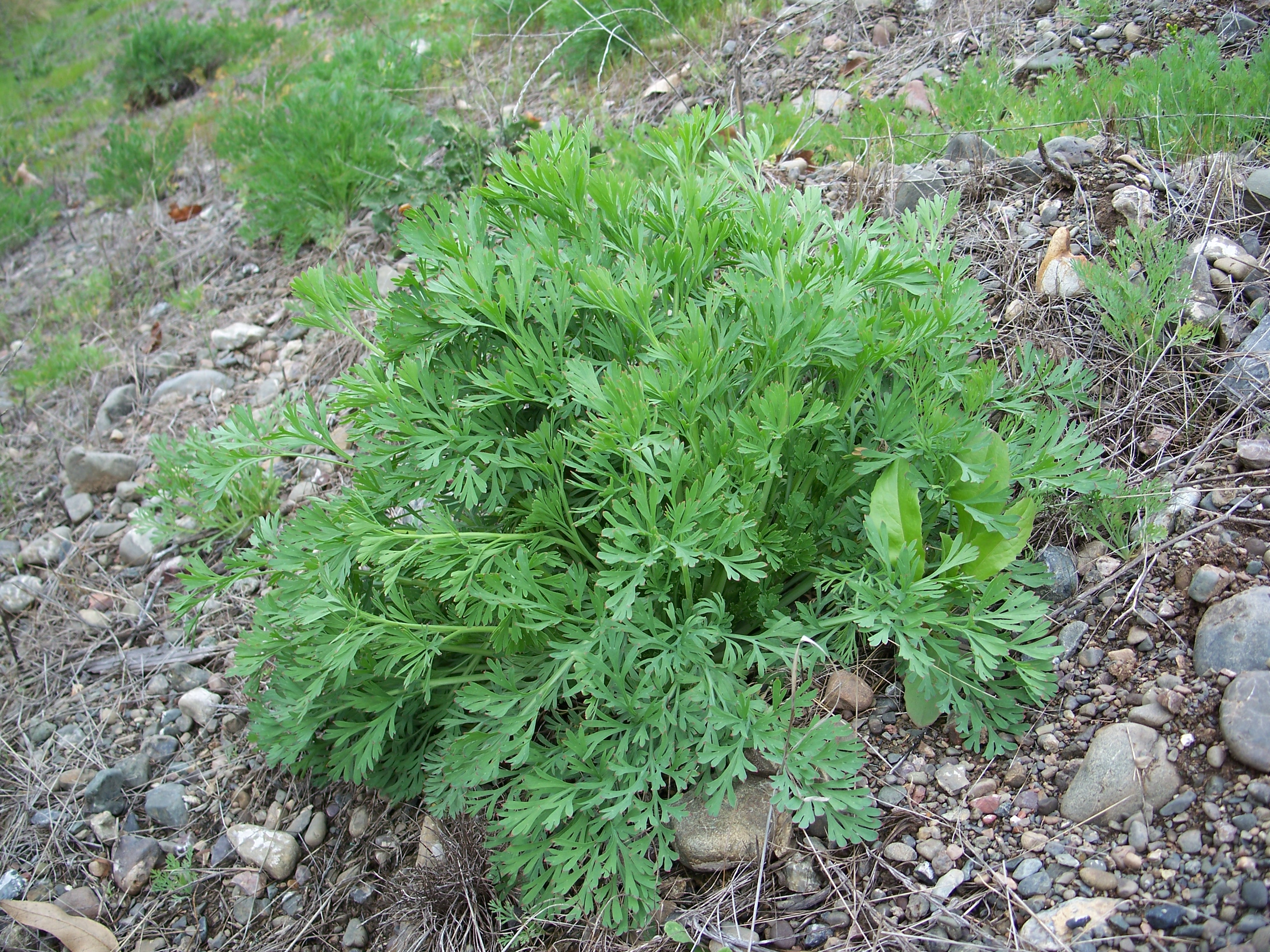
Liście
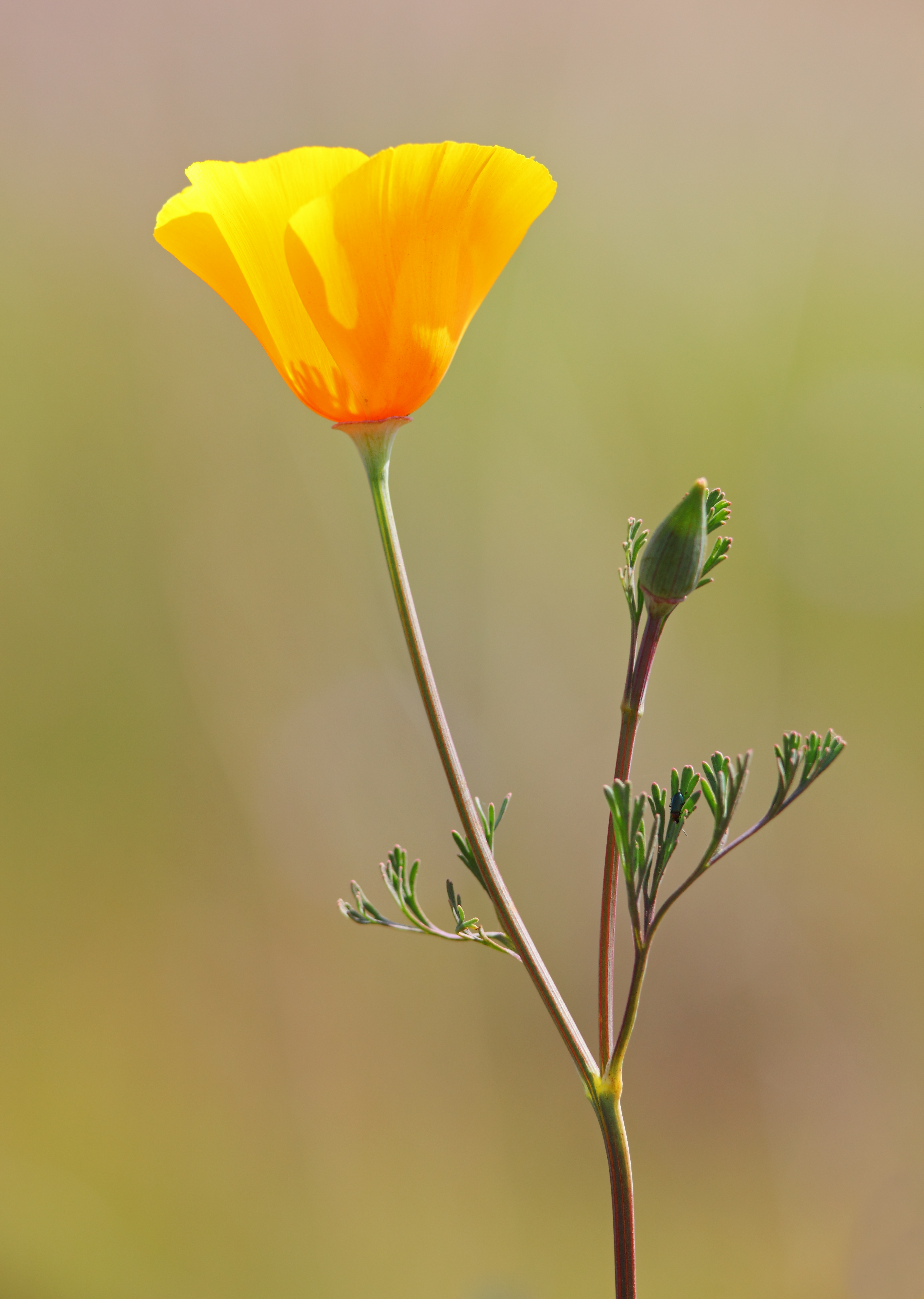
Kwiatostan
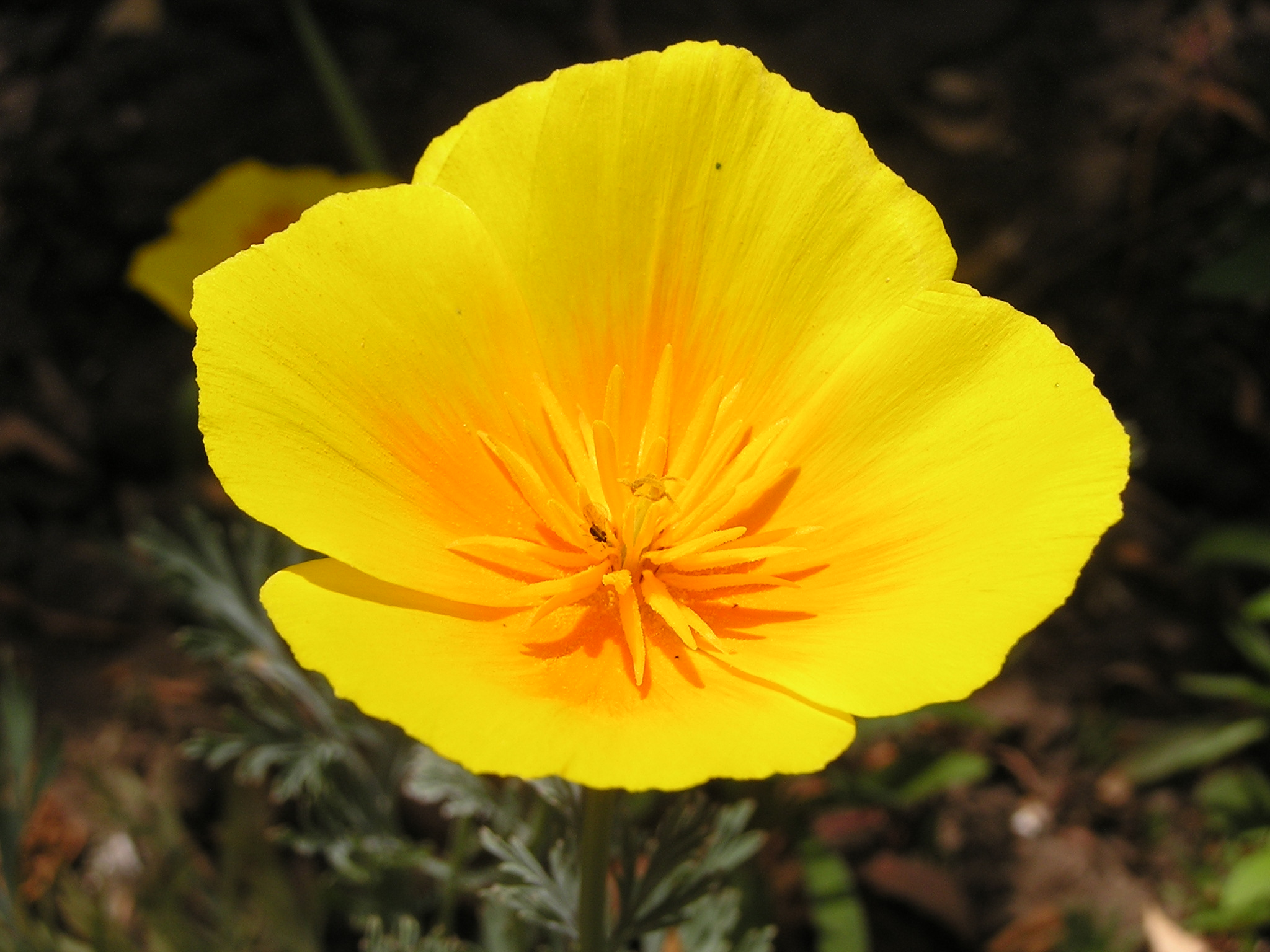
Kwiat
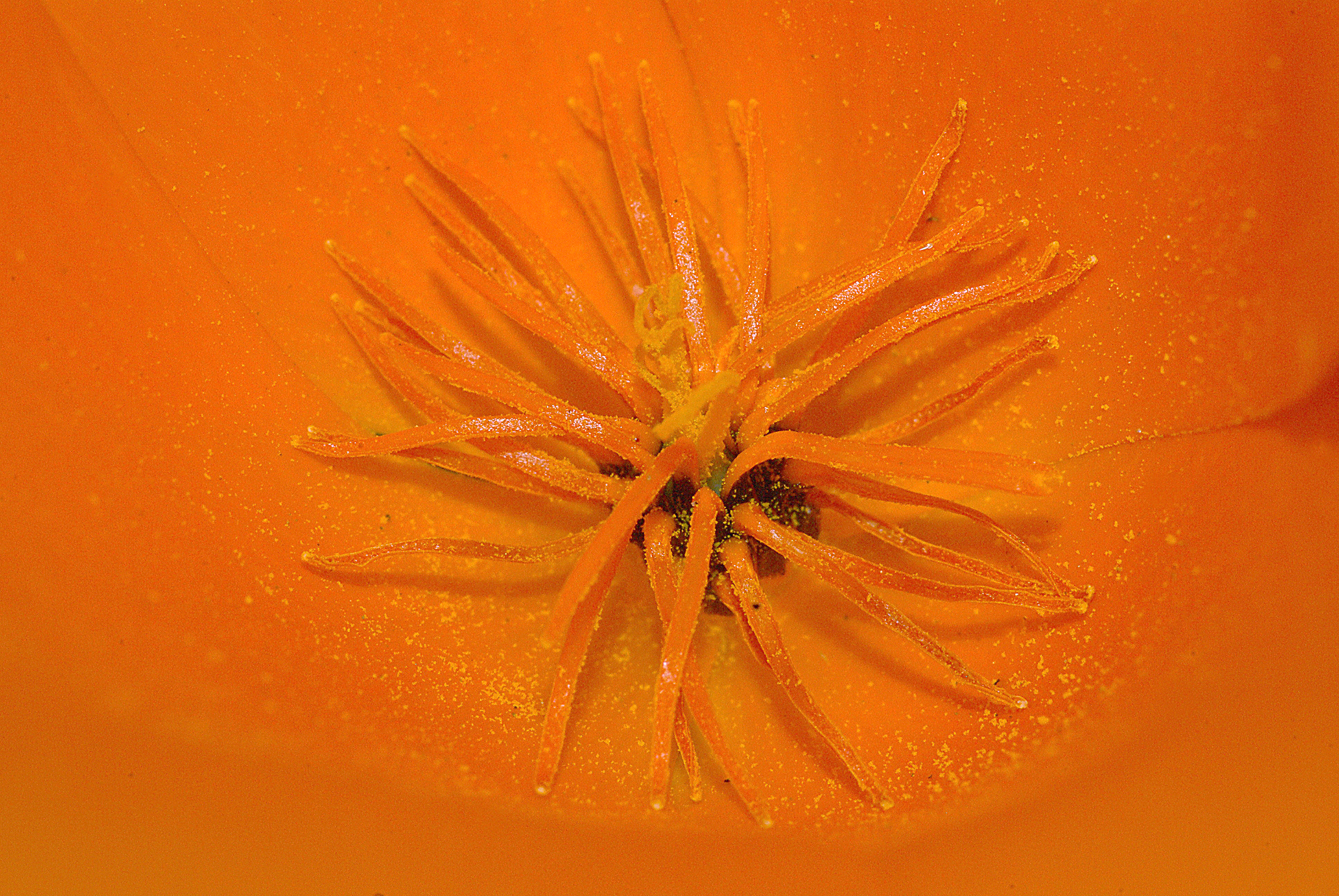
Słupek i pręciki
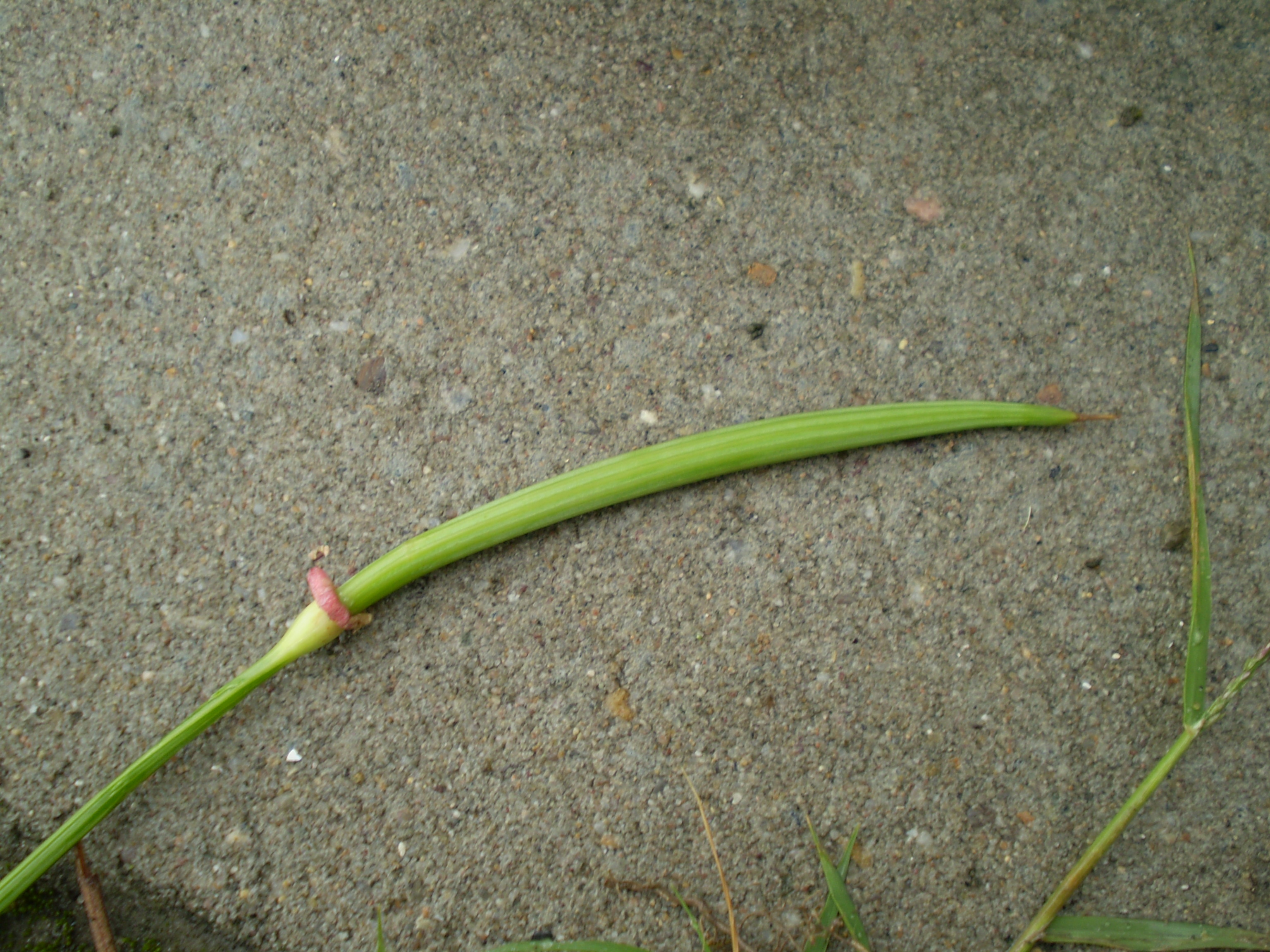
Owoc

## Biologia i ekologia
Jest to roślina jednoroczna. Rośnie w miejscach słonecznych, na glebach lekkich, piaszczystych, wapiennych.

## Zastosowanie
Często uprawiana jako roślina ozdobna, stosowana na rabaty, murki oraz do doniczek.